# Преподобний Нестор (некнижний)

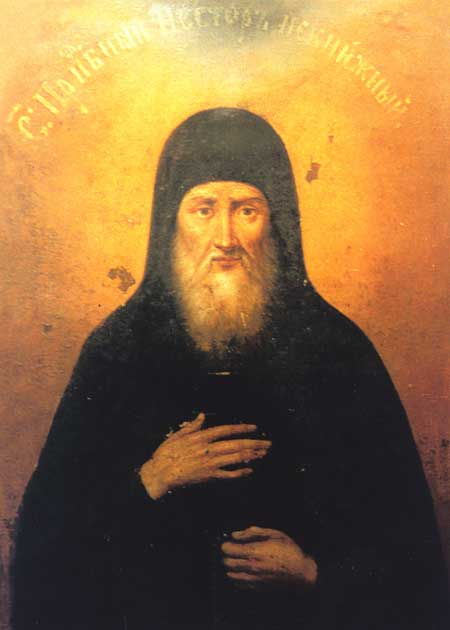
Преподобний Нестор Некнижний, удостоївся бачити Христа та ангелів під час молитви.

Преподобний Нестор некнижний Печерський (13 — 14 століття, Київ) — православний святий, чернець Печерського монастиря. Преподобний Православної церкви. Пам'ять 10 вересня і 10 листопада. 
Названий некнижним для того, аби відрізняти від Нестора Літописця. 
Вважається, що Нестор щиро й ревно служив Богові, а також удостоївся бачити Христа та ангелів під час молитви. 
Заздалегідь передбачив день своєї смерті. 
Його мощі спочивають у Дальніх печерах.